# 橘子支付
橘子支行動支付股份有限公司為一家臺灣的電子支付公司，於2014年成立，行動支付使用範圍含四大超商（全家、7-11、萊爾富、OK）、電影院、超市、公有市場、醫療費用、學費、公共事業稅務繳費等服務。截至2025年3月止，用戶數57.2萬，在電子支付業者中位居台灣第八。

## 儲值、提領與消費

### 合作銀行
透過合作銀行綁定銀行帳戶，就可以直接在APP中操作儲值、提領以及消費交易。

### 其他儲值方式
- 現金儲值
- 虛擬帳號儲值

### 提領方式
- 提領至金融機構帳戶帳戶

### 信用卡
- 國內發行之大多數信用卡

## 外部連結
- 橘子支行動支付股份有限公司
- 橘子支付的Facebook專頁